# La Chapelle-Caro

La Chapelle-Caro este o comună în departamentul Morbihan, Franța. În 1 ianuarie 2018 avea o populație de 1.428 de locuitori.